# Carrie Belle Adams

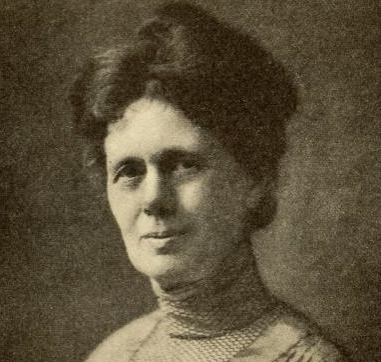
Carrie Belle (Wilson) Adams

Carrie Belle Adams (auch Carrie B. Adams, Carrie Belle Wilson Adams und Carrie B. Wilson Adams; geboren als Carrie Belle Wilson; * 28. Juli 1858 in der Literatur auch 21. Juli 1859 und 29. Juni 1859 in Oxford, Ohio, Vereinigte Staaten; † 15. Dezember 1940 in Portland, Oregon, Vereinigte Staaten) war eine US-amerikanische Organistin, Sängerin, Dirigentin und Komponistin. Sie soll die erste amerikanische Frau gewesen sein, die öffentlich eine Aufführung des Oratoriums Messiah von Georg Friedrich Händel dirigierte.

## Leben
Carrie Belle Adams’ Eltern waren Allie Wilson geb. Myers, eine Musikerin, und David Wilson, ein Gesangslehrer und Autor von diversen Büchern und Liedern. Im Alter von vier erlernte sie erste Lieder in der Sonntagsschule. Ersten Musikunterricht erhielt sie mit sechs Jahren. Im Alter von sieben Jahren sang sie bei einem Musikfest in Milville (Ohio) in einem Chor, der von Horatio Richmond Palmer (1834–1907) geleitet wurde, im Alt. Aufgeführt wurden das Gloria aus der zwölften Messe von Wolfgang Amadeus Mozart und The heavens are telling aus The Creation von Joseph Haydn. Mit acht wurde sie Mitglied in einem Glee Club. Schon früh spielte sie versiert Klavier und Orgel. Mit 13 Jahren besuchte sie das Grand Prairie Seminary in Onarga (Illinois), wohin sie mit ihren Eltern gezogen war. Ein weiterer Umzug führte sie nach Paris (Illinois). Hier schloss sie sich dem Chor der Methodist Church an und wurde dort Klavierbegleiterin unter anderem bei Aufführungen diverser Oratorien.
Mit siebzehn wurde sie Dirigentin der Philharmonischen Gesellschaft in Paris. In dieser Funktion leitete sie in Paris und Städten der Umgebung Oratorienaufführungen des damaligen Standardrepertoires. Mit 18 Jahren sang sie die Altrollen in Werken von Gilbert und Sullivan wie H.M.S. Pinafore, The Pirates of Penzance und Trial by Jury. 1880 heiratete sie im Alter von 21 Jahren den Sänger Allyn G. Adams, mit dem sie nach Terre Haute in Indiana zog. Hier wurde sie eine führende Persönlichkeit im Musikleben der Stadt. Sie wurde Organistin und Chorleiterin an der First Congregational Church und leitete später die Oratoriengesellschaft der Stadt. Von 1887 bis 1895 unterrichtete sie an der Indiana State Normal School Musik. Hier arbeitete sie mit W. T. Giffe (1848–1924) zusammen. Nachdem sie 1876 ihr erstes Anthem komponiert hatte, wurden viele ihrer folgenden Anthems im Choir Music Journal veröffentlicht. 1893 wurde ihre Operette The National Flower veröffentlicht. Später hatte sie an der Normal School die Funktion des Superintendent of Music inne. In dieser Zeit gab sie als Organistin in vielen Städten in Indiana und Illinois Konzerte. Ihre Anthems gewannen Popularität, so dass sie vor allem zur Weihnachtszeit in den ausgehenden Jahren des 19. Jahrhunderts in diversen Städten der Vereinigten Staaten aufgeführt wurden. So gelangte The Woundrous Story am 25. Dezember in der Second Baptist Church in Rochester und am 26. Dezember 1897 in der Unitarian Church in Wilmington und in der Fifth Avenue Congregational Church in Minneapolis zur Aufführung. Auch eine Bearbeitung von Joy to the World wurde geschätzt.
Als Musikdozentin nahm sie an vielen Kongressen für Musiklehrer teil, an denen sie Vorträge über Musikpädagogik hielt. Im Juni 1900 war Carrie B. Adams Mitglied des Programme Committeees der jährlichen Zusammenkunft der Indiana Music Teachers Association in Columbus. Im Dezember des Jahres wurde The national Flower hier aufgeführt. Sie leitete viele Oratorienkonzerte und Aufführungen großer Chorwerke folgten. Am 19. Dezember 1901 leitete sie in Indianapolis eine Aufführung des Messiah. Dies soll die erste Aufführung des Oratoriums in den Vereinigten Staaten gewesen sein, die von einer Frau geleitet worden war. Der Chor habe über einhundert Sänger und Sängerinnen umfasst. Daneben leitete sie den studentischen Männerchor des Rose Polytechnique Institute, für den sie viele Chorsätze verfasste. Weiter komponierte sie mehr Anthems und Kantaten als irgendein anderer zeitgenössischer US-amerikanischer Komponist.
Die von ihr herausgegebenen Chorbücher und Anthembooks wurden den Verkaufszahlen zufolge von über vierzigtausend Chören benutzt und sonntäglich ihre Lieder gesungen. Sie engagierte sich in der Musiklehrerausbildung und leistete einen großen Beitrag für den Chorgesang in den Vereinigten Staaten, auch in den Zeiten des Ersten Weltkrieges. Ab 1920 lebte sie Oregon. Sie veröffentlichte regelmäßig Short Stories, vor allem in der in Indiana erschienenen Zeitschrift The Spectator.

## Werke (Auswahl)
Carrie Belle Adams schrieb über 4000 Anthems, Kantaten und mehrere Operetten. Daneben schrieb sie diverse Männerchöre, Quartette für Frauenstimmen und Lieder nach Texten von William Shakespeare.

### Operetten
- The National Flower, Operette in drei Akten, publiziert bei John Church in Cincinnati, 1893 OCLC 13503460 Inhalt: Eine Jury soll entscheiden, welche Blume zur National Flower ernannt werden soll. Verschiedene als Blumen verkleidete Sängerinnen stellen mit Songs die entsprechenden Blumen vor. Am Ende entscheidet Uncle Sam zu aller Zufriedenheit.[17][18][19] Die Operette wurden in den folgenden Jahren in verschiedenen US-amerikanischen Städten aufgeführt, so zunächst im Februar 1894 in Greenfield (Indiana), im Mai 1894 in Kansas City, 1895 in Buffalo und Indianapolis, 1896 in Galveston und Philadelphia[17] Es folgten Aufführungen in Piqua, Nashville, Akron, Baltimore, Columbus, Omaha, Boston, Pittsburgh, Portland und anderen Städten. Die Operette erfreute sich einer gewissen Popularität bis Mitte der 1930er Jahre. So gab es 1935 noch Aufführungen in Wilkes-Barre und New Brunswick. Da die Operette eine große Anzahl an Darstellern erforderte, die unter anderem die Chöre der einzelnen Pflanzen darstellten, wurde sie meist mit Laiendarstellern und Kindern aufgeführt.[20]
- Under the Stars and Stripes
- See America first

### Kantaten
- Easter Praise
- Praise and Thanksgiving
- Redeemer and King[21]
- The heavenly light
- The holy Child, Weihnachtskantate
- The Resurrection Story, Osterkantate
- The Star of Bethlehem, a Christmas Cantata, publiziert bei Lorenz Publishing Co., New York, 1917.[Digitalisat 1]

### Sammelwerke
- The Anthem Annual No.1 für Chor, publiziert bei Home Music Company in Logansport, Indiana, 1895, OCLC 247352387
- Music for the common Schools für 1 bis 4 Stimmen mit Klavierbegleitung und instructional notes [einführende Anmerkungen], publiziert bei Inland Pub. in Terre Haute, Indiana, 1897
- The Anthem Annual No.1, Nr. 2, Royal Anthems Nr. 1 und Nr. 2
- Young men's chorus, a collection of sacred songs, quartets and anthems for men's voices [Junger Männerchor, eine Sammlung geistlicher Lieder, Quartette und Anthems für Männerstimmen], publiziert bei Lorenz Pub. Co. in Dayton, Ohio, um 1912[Digitalisat 2] Das Sammelwerk enthält 50 Chorsätze.

### Sonstige Chorwerke
- Slumber Time für Chor obligaten Sopran und Klavier, publiziert bei The Fillmore Music House in Cincinnati, 1896. Incipit: 'Tis time for slumber, little baby dear. OCLC 1005133379
- Messiah is king, publiziert bei Lorenz in Dayton, Ohio, 1902 OCLC 780028538
- Sing to the Lord of harvest, publiziert bei Lorenz in Dayton, Ohio, 1903 OCLC 780028636
- Remember now thy creator, publiziert bei Lorenz in Dayton, Ohio, 1903 OCLC 865564120[Digitalisat 3]
- The morning kindles all the sky, publiziert bei Lorenz in Dayton, Ohio, 1903 OCLC 780028541
- Sing to the Lord most high, publiziert bei Lorenz in Dayton, Ohio, 1904 OCLC 780028549
- Break forth into joy, publiziert bei Lorenz in Dayton, Ohio, 1905 OCLC 780028638
- The Lord is risen again, Anthem, publiziert bei Lorenz in Dayton, Ohio, 1912[Digitalisat 4]
- The Sunday School Army, in: Excell, E. O. (Edwin Othello): Triumphant songs. Nr. 5. A collection of gospel hymns for Sunday schools and revivals, hymns of prayer and praise for devotional meetings etc. etc. S. 82[Digitalisat 5] auch als Young Peoples Army, in: E.O.Excell: Excellent Songs for the churchand the Sunday School., Chicago 1898[Digitalisat 6] Text: Charlotte G. Homer. Incipit: March along, together firm and true
- Joy To-Day. Excell, E. O: In: The Gospel Hymnal for Sunday School and Church Work. S. 38[Digitalisat 7] Incipit: Joy to the World
- Mother and Home, a Mother's Day exercise, publiziert bei Standard Pub. Co, Cincinnati, um 1920.[Digitalisat 8]

- Old cabin home minstrels : a minstrel entertainment in three acts made up of old plantation songs, for the use of church, lodge, club, school, or community choruses, publiziert bei Lorenz Publishing in Dayton, Ohio, 1921[Digitalisat 9]

### Lieder
- They are one beneath old glory für hohe Stimme und Klavier, Text: Frank Lebby Stanton, publiziert bei Fillmore Bros. in Cincinnati, 1898, Cecilia Eppinghousen-Bailey gewidmet OCLC 989773698
- The Lord is my helper, publiziert bei The John Church Company in Cincinnati, 1899 OCLC 35587678[Digitalisat 10]
- Honey-Chile, Text: Paul Laurence Dunbar, publiziert bei Theodore Presser Co. in Philadelphia, 1901 OCLC 173486849
- Send thy light, publiziert bei Lorenz, 1903 OCLC 780028636

## Digitalisate
1. ↑  The Star of Bethlehem, a Christmas Cantata als Digitalisat bei HathiTrust
2. ↑  Young men's chorus, a collection of sacred songs, quartets and anthems for men's voices als Digitalisat bei HathiTrust
3. ↑  Remember now thy creator als Digitalisat bei HathiTrust
4. ↑  The Lord is risen again als Digitalisat bei HathiTrust
5. ↑  The Sunday School Army als Digitalisat im Internet Archive
6. ↑  Young Peoples Army als Digitalisat im Internet Archive
7. ↑  Joy To-Day als Digitalisat im Internet Archive
8. ↑  Mother and Home, a Mother's Day exercise als Digitalisat bei HathiTrust
9. ↑  Old cabin home minstrels als Digitalisat bei HathiTrust
10. ↑  The Lord is my helper (Memento des Originals vom 30. Juni 2019 im Internet Archive)  Info: Der Archivlink wurde automatisch eingesetzt und noch nicht geprüft. Bitte prüfe Original- und Archivlink gemäß Anleitung und entferne dann diesen Hinweis. als Digitalisat bei IMSLP